# كيتي ويلز
إلين موريل ديسون (بالإنجليزية: Kitty Wells) (30 أغسطس 1919 – 16 يوليو 2012)، المعروفة باسم كيتي ويلز، هو مغنية كانتري أمريكية، كانت رائدة وكسرت الحاجز النسائي في موسيقى الكانتري بأغنيتها It Wasn't God Who Made Honky Tonk Angels في عام 1952، حيث أصبحت وقتها أول مغنية امرأة تتصدر قوائم أغاني الكانتري الأمريكية. ويلز هي الفنانة الوحيدة التي تحصل على جائزة أفضل مغنية لمدة 14 سنة متتالية. وظلت أغانيها تدخل العشرة الأوائل حتى منتصف الستينيات، وكانت مصدر إلهام لقائمة طويلة من المغنيات في مجال الكانتري اللاتي ظهرن في الستينات.
تصنف ويلز في المرتبة السادسة كأفضل مطربة في تاريخ قائمة بيلبورد لأغاني الكانتري، وفقا لكتاب The Top 40 Country Hits للمؤرخ جويل ويتبورن. في عام 1976، تم إدخالها إلى قاعة مشاهير موسيقى الكانتري. في عام 1991، أصبحت الثالثة بين فناني الكانتري (بعد روي أكوف وهانك ويليامز)، وثامن امرأة تحصل على جائزة غرامي لإنجاز العمر. أكسبتها إنجازاتها لقب «ملكة موسيقى الكانتري».

## السيرة

### النشأة
ولدت إيلين موريل ديسون في 30 أغسطس 1919، وهي إحدى ستة من أبناء تشارلز كاري ديسون وزوجته ميرتل، وكان مولدها في ناشفيل. (وهي من بين قلائل فناني الكانتري المعروفين الذين ولدوا في ناشفيل). بدأت الغناء وهي طفلة، وتعلمت الإيتار من والدها، والذي كان عامل مكابح في سكة حديد تينسي المركزية. كان والدها تشارلز وعمها موسيقيين، وكانت أمها ميرتل مغنية لموسيقى الغوسبل. عندما كانت في سن المراهقة، غنت مع شقيقاتها في فريق الأخوات ديسون على محطة إذاعية محلية ابتداء من عام 1936.
في سن الثامنة عشرة تزوجت من جوني رايت، وهو صانع خزائن خشبية وكان يتطلع إلى النجومية.

### المسيرة الموسيقية
غنت ويلز مع رايت وشقيقته لويز رايت. التقى رايت بالمغني جاك أنجلين (الذي تزوج لويس شقيقة جوني) شكل رايت وأنغلين ثنائي اسمه جوني وجاك. وفي هذا الوقت تبنت اسمها المستعار «كيتي ويلز»، وكان جوني رايت هو من اختار الاسم من عنوان أغنية شعبية. رحلت ويلز في جولات مع زوج، وكانت تغني في الخلف في بعض الأحيان. نصح روي أكوف (الذي كان يجول مع جوني وحاك) جوني رايت ألا يضع زوجته كعرض رئيسي، لأنه اعتقد أن النساء لا يمكنهن تحقيق مبيعات في سوق موسيقى الكانتري.
غنّت ويلز في لويزيانا هيرايد مع فريق زوجها، ولكنها لم تغني في تسجيلاتهم حتى وقعت مع آر سي أيه فيكتور في عام 1949، حيث أصدرت أيضا بعض أغانيها الفردية الأولى، بما في ذلك "Death at The Bar" و "Don't Wait for The Last Minute to Pray". لم تحقق أعمالها الأولى النجاح، على أنها لفتت الأنظار لها، إلا أن المروجين لم يتشجعوا على تشجيع المطربات، وبالتالي تم إسقاط ويلز من العلامة في عام 1950.

#### 1952: النجاح
في عام 1952، عرض بول كوهين، وهو مسؤول تنفيذي في شركة ديكا ريكوردز، على ويلز أن تسجل أغنية "It Wasn't God Who Made Honky Tonk Angels". لم تعد ويلز متفائلة بنجاحها وكانت تفكر بالتقاعد، ولكنها وافقت على تسجيل الأغنية (في استوديو أوين برادلي في 3 مايو 1952). وقالت ويلز في وقت لاحق «لم أكن أتوقع تحقيق النجاح. لقد ظننت أنها مجرد أغنية أخرى».
كانت هذه الأغنية إجابة على أغنية "The Wild Side of Life" للمغنى هانك تومبسون، والتي تتحدث عن إغراء النساء. حيث كان رد أغنية ويلز، «من العار أن يقع كل اللوم علينا نحن النساء».
كانت رسالة الأغنية مثيرة للجدل وقتها، ومنعتها العديد من المحطات الإذاعية. شعرت شبكة إن بى سى، بالأخص، بالقلق من الكلمات، «أستعيد ذكريات عندما كنت زوجة صادقة». عدلت ويلز الكلمات قليلا لترفع حظر الشبكة على الأغنية. كما تم حظرها مؤقتًا من غراند أول أوبري.
أصدرت الأغنية خلال صيف عام 1952، وبيع منها أكثر من 800,000 نسخة في أول إصدار لها. كانت أول أغنية لامرأة في تتصدر قائمة بيلبورد لأغاني الكانتري منذ أن بدأ جمع القائمة قبل ثماني سنوات، حيث بقيت في الصدارة لمدة ستة أسابيع. (حققت بعض المغنيات النجاح سابقا، مثل باتسي مونتانا بأغنية "I Want to Be a Cowboy's Sweetheart" ذات المليون مبيع، ولكن قبل إنشاء قائمة بيلبورد لأغاني الكانتري في عام 1944). تجاوزت أغنية في نجاحها عالم الكانتري ووصلت للمركز 27 على قائمة بيلبورد لأغاني البوب. وبفضل هذه الانطلاقة، حصلت ويلز على عضوية برنامج غراند أول أوبري، الذي كان قد حظر أغنيتها في الأصل.
يقول الكاتب بيل فريسكيس-وارن إن جزءًا من جاذبية الأغنية جاء من مزج رسالة حديثة مع لحن مألوف (حيث اقتبس لحن الأغنيتين من لحن I'm Thinking Tonight of My Blue Eyes لفريق عائلة كارتر). ويمكن لأي شخص أن يدندن مع الأغنية في أول مرة يسمعها.

#### 1953-1969: ذروة المسيرة

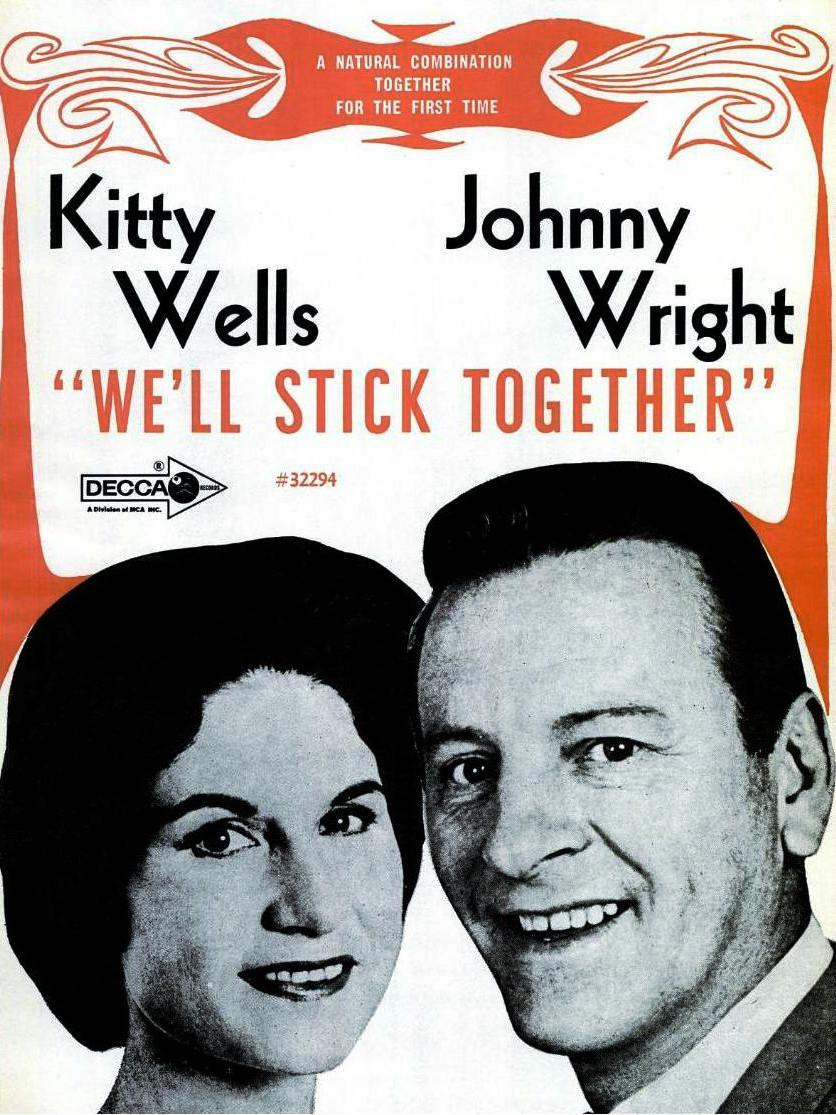
إعلان يضم كيتي ويلز والألبوم المشترك الأول مع زوجها جوني رايت، We'll Stick Together

تابعت ويلز نجاحها بأغنية أخرى هي Paying for That Back Street Affair، وهي رد على أغنية Back Street Affair للمغني ويب بيرس. بلغت الأغنية المركز السادس على قائمة بيلبورد لأغاني الكانتري في ربيع عام 1953. كانت ويلز هي الفنانة الوحيدة التي حافظت على نجاحها بحلول منتصف الخمسينات. في عام 1954، تعاونت ويلز مع المغني ريد فولي على أغنية "One By One"، والتي تصدرت قائمة بيلبورد لأغاني الكانتري، وأصبحت ثاني أغنية لها تتصدر القائمة.
كانت شركات التسجيل مترددة في إصدار ألبومات لفنانات الكانتري حتى أثبتت ويلز أن النساء يمكنهن تحقيق المبيعات. أصبحت أول مغنية كانتري تصدر ألبوما كاملا، بدءا من ألبوم "Country Hit Parade" في عام 1956، والذي ضم أنجح أغانيها. أصدرت أول ألبوم تسجيلي لها في عام 1957 بعنوان Winner of Your Heart، واستمرت بإصدار التسجيلات على ديكا ريكوردز حتى عام 1973. سرعان ما أصدرت مغنيات أخريات. وفي عام 1955، أصدرت أغنية Making Believe التي حلت في المركز الثاني لخمسة عشر أسبوعا، وهو رقم قياسي على مجلة بيلبورد لأغنية تحتل المركز الثاني. وصلت أغنيتها "Heartbreak USA" إلى المركز الأول قائمة بيلبورد وأصبحت ثالث وآخر أغنية لها تتصدر القائمة.
حصلت ويلز على جائزة BMI لمؤلفي الأغاني عن كتابة أغنيتها "Amigo's Guitar". ورغم أن ويلز لم تكن معروفة كثيرًا بتأليف الأغاني، إلا أنها فازت بجائزتين من جوائز BMI، ونشرت أكثر من 60 أغنية.
تولى أوين برادلي إنتاج أعمال ويلز في الستينيات. في ذلك الوقت، كان برادلي ينتج أعمال بعض كبار نجوم الكانتري وقتها، بما في ذلك باتسي كلاين، وكان ينتج أيضا بعض أعمال نجوم الخمسينات مثل ويلز وويب بيرس وإرنست تاب، حيث قادهم جميعا لمزج موسيقاهم مع موسيقى ناشفيل الجديدة دون أن يدفعهم خارج حدودهم. تغير صوت ويلز بشكل طفيف مع تأثير برادلي.
شهدت نجاحاتها تراجعا طفيفا في أوائل الستينيات، لكن أغانيها وألبوماتها ظلت تدخل العشرة الأوائل على قوائم بيلبورد.
آخر أغنية لها تدخل العشرة الأوائل كانت في عام 1965، بعنوان Meanwhile, Down At Joe's، بينما كانت آخر أغنية تصل العشرين الأوائل بعنوان It's All Over But the Crying في عام 1966، والتي وصلت ويلز إلى المركز 14 في ذلك العام. آخر أغنية تصل الأربعين الأوائل كان My Big Truck Drivin' Man عام 1968. أما آخر ألبوم لها يدخل قائمة ألبومات الكانتري فكان Guilty Street عام 1969.
ورغم أن نجاحها ظل يتراجع خلال أواخر الستينات والسبعينات، فقد ظلت محط جذب في الحفلات الموسيقية. في عام 1968، سجلت ويلز ألبومًا ثنائيًا مع زوجها جوني رايت بعنوان We'll Stick Together.
أصبحت ويلز أول نجمة في عالم الكانتري تقدم برنامجها التلفزيوني الخاص مع زوجها في عام 1969، وظهر معهم أيضًا أبناؤهم، ومنهم الممثل بوبي رايت. ولكن لم يكن البرنامج قادرا على المنافسة أمام عروض الفنانين الذكور المعاصرين مثل بورتر واغونر وبيل أندرسون، واستمر لعام واحد فقط.

#### 1970 إلى بداية القرن: التراجع والتقاعد
بقيت ويلز مع علامة ديكا حتى عام 1973، حيث تحولت بعدها إلى علامة إم سي أيه ريكوردز، وبقيت معهم لفترة قصيرة قبل أن تتركها. وقّعت في عام 1974، مع علامة كابريكورن ريكوردز، وهي مختصة بموسيقى الروك الجنوبي، وسجلت ألبوم كانتري ممزوج بالبلوز بعنوان "Forever Young" عزف معها في الخلفية أعضاء فرقة ألمان براذرز وفرقة مارشال تاكر. نال الألبوم إشادة كبيرة، كما عرض موسيقى ويلز أمام الجمهور الأصغر سنا من خلال ارتباطه مع فريق ألمان.
في عام 1976، تم إدخالها إلى قاعة مشاهير موسيقى الكانتري. في أواخر السبعينيات، شكلت ويلز وزوجهما علامة تسجيل خاصة بهما، روبوكا (من الاسم المركب لأطفالهما الثلاثة).
في عام 1987، انضمت إلى زميلتيها بريندا لي ولوريتا لين على ميدلي Honky Tonk Angels مع كيه دي لانغ، والتي ترشحت لجائزة جرامي في عام 1989. في عام 1991، تم منح ويلز جائزة غرامي لإنجازات العمر.
افتتحت ويلز وزوجها متحف واستوديو فاميلي كانتري جانكشن في عام 1983 في موطنهما في ماديسون، لكنهما توقفا عن إدارته بمفردهما في عام 2000. حافظ حفيدهما جون ستورديفاث الابن على الاستوديو في موقعه الحالي والذي يضم علامة جانكشن ريكوردز. بقيت ويلز تغني مع زوجها طوال 63 سنة حتى عرضهما الأخير معاً في 31 ديسمبر 2000 في مسرح نايت لايف في ناشفيل. وأعلن الزوجان تقاعدهما في وقت سابق من ذلك العام. احتلت ويلز المرتبة 15 في استبيان تلفزيون CMT عام 2003 عن أعظم 40 امرأة في تاريخ موسيقى الكانتري.
أقيم معرض لتكريم ويلز في قاعة مشاهير موسيقى الكانتري في ناشفيل من أغسطس 2008 حتى يونيو 2009. تمت إضافة أغنية It Wasn't God Who Made Honky Tonk Angels إلى السجل الوطني للتسجيلات في مكتبة الكونغرس في 14 مايو 2008، إلى جانب أغنية Pretty Woman للمغني روي أوربيسون.

### الحياة الشخصية
تزوجت كيتي من جوني في عام 1937. وترملت قبل 33 يومًا من الذكرى السنوية الرابعة والسبعين لزواجها وذلك عندما توفي جوني في عام 2011 عن عمر 97 عامًا. أنجبت كيتي من جوني ثلاثة أطفال، روبي وبوبي وكارول سو، ولهما ثمانية أحفاد، واثنا عشر من أحفاد الأبناء، وستة من أحفاد الأحفاد.
سجلت كارول سو أغنية واحدة مع أمها في منتصف الخمسينات بعنوان "How Far Is Heaven"، والتي وصلت إلى المركز 11 على قائمة بيلبورد لأغاني الكانتري. بينما تابع ابناها الآخران الغناء. سجلت روبي ألبومًا على علامة كاب، بينما سجل بوبي ألبومات على ديكا وأي بي سي. لم تتابع كارول سو مسيرتها الفنية، وتزوجت من جون ستورديفانت، وهو مدير تنفيذي في إحدى استوديوهات ناشفيل.

### الموت
توفيت كيتي ويلز في 16 يوليو 2012 في ماديسون، تينيسي من مضاعفات سكتة دماغية. كانت بعمر الثانية والتسعين. دفنت إلى جانب زوجها في مقبرة سبرنغ هيل في ناشفيل.

## الأغاني التي وصلت للعشرة الأوائل
| 1952 | "It Wasn't God Who Made Honky Tonk Angels" | 1  |
| 1953 | "Paying For That Back Street Affair"       | 6  |
| 1953 | "Hey Joe"                                  | 8  |
| 1953 | "Cheatin's a Sin"                          | 9  |
| 1954 | "Release Me"                               | 8  |
| 1955 | "Making Believe"                           | 2  |
| 1955 | "Whose Shoulder Will You Cry On"           | 7  |
| 1955 | "There's Poison in Your Heart"             | 9  |
| 1955 | "The Lonely Side of Town"                  | 7  |
| 1955 | "I've Kissed You My Last Time"             | 7  |
| 1956 | "Searching (For Someone Like You)"         | 3  |
| 1956 | "Repenting"                                | 6  |
| 1957 | "Three Ways (To Love You)"                 | 3  |
| 1957 | "(I'll Always Be Your) Fraulein"           | 10 |
| 1958 | "I Can't Stop Loving You"                  | 3  |
| 1958 | "Jealousy"                                 | 7  |
| 1959 | "Mommy For a Day"                          | 5  |
| 1959 | "Amigo's Guitar"                           | 5  |
| 1960 | "Left to Right"                            | 5  |
| 1961 | "Heartbreak U.S.A."                        | 1  |
| 1961 | "Day Into Night"                           | 10 |
| 1962 | "Unloved, Unwanted"                        | 5  |
| 1962 | "Will Your Lawyer Talk to God"             | 8  |
| 1962 | "We Missed You"                            | 7  |
| 1964 | "This White Circle on My Finger"           | 7  |
| 1964 | "Password"                                 | 4  |
| 1964 | "I'll Repossess My Heart"                  | 8  |
| 1965 | "You Don't Hear"                           | 4  |
| 1965 | "Meanwhile, Down at Joe's"                 | 9  |

## وصلات خارجية
كيتي ويلز على موقع IMDb (الإنجليزية)
- كيتي ويلز على موقع الموسوعة البريطانية (الإنجليزية)
- كيتي ويلز على موقع ميوزك برينز (الإنجليزية)
- كيتي ويلز على موقع إن إن دي بي (الإنجليزية)
- كيتي ويلز على موقع أول ميوزيك (الإنجليزية)
- كيتي ويلز على موقع ديسكوغز (الإنجليزية)
- الموقع الرسمي
- Kitty Wells at the Country Music Hall of Fame and Museum نسخة محفوظة 8 أكتوبر 2016 على موقع واي باك مشين.؛ accessed December 19, 2016.
- Kitty Wells obituary, Grammy.com; accessed September 10, 2014.
- Kitty Wells Interview NAMM Oral History Library, July 24, 2004.